# 邪神帝国
『邪神帝国』（じゃしんていこく）は、日本のホラー小説家朝松健による小説。クトゥルフ神話とナチス・ドイツをテーマとしている。

## 概要
全1巻・7編の短編から成る連作集。『SFマガジン』などに断続的に掲載された後に、1999年にハヤカワ文庫JAから刊行された。2013年に創土社から復刊され、2019年にアトリエサードから完全版が刊行された。
- 1章『“伍長”の自画像』小説CLUB1994年8月号
- 2章『ヨス＝トラゴンの仮面』SFマガジン1994年6月号
- 3章『狂気大陸』SFマガジン1995年9月号
- 4章『夜の子の宴』SFマガジン1997年3月号
- 5章『1989年4月20日』SFマガジン1997年11月号
- 6章『ギガントマキア1945』SFマガジン1998年9月号
- 7章『怒りの日』文庫書き下ろし
- 魔術的注釈

解説は、ハヤカワ版は井上雅彦、創土社版は末國善己、アトリエサード版は林譲治。
英訳され、『Kthulhu Reich』のタイトルで黒田藩プレスから刊行されている。
2015年作品『魔道コンフィデンシャル』とも関連が大きい。
新紀元社の『幻想と怪奇』の8号（2021年刊）から、『ベルリン警察怪異課』が連載されており、「邪神帝国2」という位置づけになっている。
なお、ナチス・ドイツという史実にクトゥルフ神話という虚構を絡めているため、虚実が入り混じるという構成をとっている。本記事では実在の人物には、●をつけて表現する。

## 略説

### 重要人物
アドルフ・ヒトラー●
ナチス総統。頻出。
ルドルフ・ヘス●
ナチス副総統。2章に登場。
ハインリッヒ・ヒムラー●
SS長官。南極にトゥーレを探究する。2・3章に登場。
ラインハルト・ハイドリッヒ●
ナチスのエリート幹部。1942年にチェコで暗殺された。
クリンゲン・メルゲルスハイム
大魔術師。トゥーレ協会の黒幕と噂され、何百年と生きている。2章で登場し、3章でも言及がある。
元ネタはチェコスロバキアの魔術師フランツ・バードン。
ナイアルラトホテップ
悪意たっぷりの邪神。4・7章に登場。

### 時系列
- 1988年：5章『1989年4月20日』イギリスで切り裂きジャック事件
- 1934年：ヒトラーが総統に就任
- 1937年：2章『ヨス＝トラゴンの仮面』ゲルニカ爆撃
- 1939年：3章『狂気大陸』ノイシュヴァーベンラント#第3次ドイツ南極探検隊
- 1939年9月1日：ポーランド侵攻、第二次世界大戦勃発
- 1941年：4章『夜の子の宴』バルバロッサ作戦
- 1944年：7章『怒りの日』ヒトラー暗殺未遂事件
- 1945年：6章『ギガントマキア1945』ヒトラー自殺
- 1945年8月15日：第二次世界大戦終了
- 1990年代：1章『“伍長”の自画像』

「ヨス＝トラゴンの仮面」
トゥーレ（南極大陸）で祭祀に用いられた、プラチナ製の仮面。かぶった者に奇怪な幻視を与える。
「無名祭祀書」
ドイツ語の禁書であり、フリードリッヒ・フォン・ユンツトが19世紀に記した。ナチス(3章)と伯爵夫人（4章）が1冊ずつ所持する。

## 1章: “伍長”の自画像

### 1章あらすじ
1990年代。作家の「私」は、池袋のパブで美大を志す「伍長」青年と知り合う。伍長は身の上話をした後に、人種差別の暴言演説を始め、店を追い出される。3ヶ月後、私は伍長と再会するも、彼は見違えるほど清潔な身なりへと変貌しており、今度は「星智教団」という宗教結社にかぶれていた。伍長は、教団で自分の前世を蘇らせる魔術を学び、実行すると言い出す。私は興味から立ち会うが、怪光や怪音に危険性を感じ、彼を殴り倒して儀式を中断させる。伍長はまた雰囲気が変わっており、次に会うときはもっと大きくなっていると言い残して去っていく。伍長が「自画像を描いた」と言っていたカンバスを、私が裏返すと、アドルフ・ヒトラーが描かれていた。
平田は与党第一党の政治家となる。私は、数年後のうちに大日本帝国総統府に呼ばれて彼と再会する日が来るのではないかと、悪夢のような予感を抱く。

### 1章登場人物
- 作家A - 語り手。
- 平田（ひらた） - 貧乏な美大浪人生。もとは建築家を志していた。過激なアジア人差別思想を公言し、また「前世では、戦争に行って英雄となり、伍長と呼ばれていた」と主張する。

## 2章: ヨス＝トラゴンの仮面

### 2章あらすじ
1934年、SS長官ヒムラーは「オカルト・パージ」を命じ、ドイツ国内のありとあらゆる秘密結社を叩き潰す。ナチ党は魔術遺産を独占し、逮捕された魔術師やオカルティストは拷問にかけられて知識を引き出された。大魔術師クリンゲン・メルゲルスハイムは「ヨス＝トラゴンの仮面」を隠し、追跡を逃れ続け、拘束された後も黙秘を続ける。ヒムラーが業を煮やしているうちに、仮面の噂を聞きつけた副総統ヘスが動き出す。
1937年＝昭和12年、日独伊三国防共協定の成立は、引き伸ばされていた。独ソ戦が迫っているのは明らかであったが、日本軍は「裏でヒトラーがスターリンと手を結ぼうとしている」という情報も入手し、矛盾に混乱する。ヒトラーの意図を探る密命を帯びて、神門帯刀中尉はベルリンに潜入する。
4月30日のワルプルギスの夜、ナチ党のパーティが開催され、神門も参席する。しかしヒムラーは既に神門の素性を暴いており、生殺与奪を握りつつ取引を持ち掛ける。曰く、工作員クララと共に「メルゲルスハイムを救出するふりをして、仮面の隠し場所を聞き出せ」。拒否できない神門であったが、「成功したら、ヒトラーの対ソ戦略を教えろ」と約束を取り付ける。だがヘスがヒムラーに先んじていたことで、事態は混沌化する。
SSと副総統による仮面の奪い合いを、拘束から解放された魔術師は高みから見物する。神門は、ヘスより先に仮面を手に入れることができなければ、ヒムラーに処刑されるであろう。一方のヘスは、魔術師が金庫にトラップを仕掛けているだろうことを予測しており、神門をスケープゴートにして仮面を見つけさせての横取りを目論む。
仮面をかぶったヘスは、何かを幻視して気を失う。メルゲルスハイムは仮面を残して姿を消す。ヒムラーは仮面を手に入れ、トゥーレの探索に熱意を燃やす。神門は目的の情報を入手し、日本に帰国する。

### 2章登場人物
- 神門帯刀（ごとう たてわき） - 主人公。大日本帝国陸軍の情報将校。スパイ任務のために外交官を装っている。リアリストであり、狂人揃いのナチス連中に戦慄する。
- ハインリッヒ・ヒムラー● - ナチスSS長官。オカルト狂。己をザクセン王ハインリッヒ1世の転生者と妄信する。
- クララ・ハフナー - SSの秘密情報員。古ゲルマンのルーン魔術を用いる。
- ルドルフ・ヘス● - ナチス副総統。オカルト狂。ロンギヌスの聖槍の加護を得ており、無敵を自認する。
- クリンゲン・メルゲルスハイム - 魔術師。ナチスの追跡を3年逃れ続けたが、1937年2月に捕まる。
- 妖魔 - 召喚者であるメルゲルスハイムの顔を真似た姿をしている。2月の逮捕時には、ナチスの魔術師2人とSS隊員7人を食い殺した。

## 3章: 狂気大陸
ハワード・フィリップス・ラヴクラフトの『狂気山脈』の続編。

### 3章あらすじ
「無名祭祀書」には、南極の特定地域に「温水湖があり植物が生い茂る」場所が存在すると記されていた。このたわごとを真に受けたヒトラーは、探検家アルフレート・リッチャーに調査を命じ、リッチャーは事実を証明する大量の写真と映画フィルムを持ち帰ってくる。ヒトラーはこの世紀の発見を喜び、ノイシュヴァーベンラント（新しきシュヴァーベン）と命名したが、リッチャーの報告をペテンと疑う者は多かった。ハオゼン陸軍少佐は合成写真に違いないと結論付けるが、党に反抗的であると目をつけられる。
1939年3月、ハオゼンはノイシュヴァーベンラント警備の任務を命じられる。存在しない領土に1年間行ってこいなど、正気の沙汰ではない。メンバーは国防軍兵士32名、SS14名、ゲシュタポ2名。この人事が意味するところは、ナチ党に非協力的な兵士とSSでも持て余す異常者たちを、まとめて南極に葬り去ろうという魂胆でしかない。
南極行きの船中、ハオゼンは同室の3人と仲良くなる。しかし出航から一週間が過ぎたころ、ミュラー少佐が監視部隊に連れて行かれる。ミュラーは「ヨス＝トラゴンの仮面」をかぶせられ、奇怪な幻視に苛まされる。2ヶ月にわたる船旅で、ミュラーの絶叫が絶えない日はなかった。
南極に到着すると、ブラスキSS隊員は「狂気山脈の奥に、脅威となりうる危険が発見され、これから破壊任務に赴く」ことを告げる。船に「戦車」が積まれていたという事態に、兵士たちは戸惑う。到着地点からノイシュヴァーベンラントまでは1000キロあり、ブラスキとSSがメッサーシュミットと戦車で悠々と先行する傍らで、兵士たちは犬橇で移動する。野営中、監視役ハイニッケの悲鳴と銃声が響き、天幕がまるごと「完全な円形に」削り取られており、ミュラーの手首が落ちていた。ハオゼン指揮のもとに行軍が再開されるも、何者かに追跡されており、何人かが犬橇ごとそいつに呑まれ、消失する。
生き残ったハオゼンらは「温暖な環境と兵舎」に到着したものの、ノイシュヴァーベンラントが実在したことに驚きを禁じ得ない。だが先行で兵舎に来ていたSS隊は、何者かに殺されて全滅し、解剖されていた。ハオゲンはブラスキの部屋で、仮面と多くの資料を発見する。「1931年のミスカトニック大学探検隊の報告書」と「ショゴスの写真」および作戦指令書から、リッチャー大尉がショゴスを目覚めさせたことと、ヒムラーがショゴス掃討を命じたことが明らかとなる。
そして多数のショゴスたちがドイツ軍に襲いかかってくる。ハオゲンは、仮面が山脈の奥側にいる化物どもを呼びよせていることに気づく。クレンツらは戦車で砲撃を加えるも、四散して燃え上がった肉片はすぐさま再結合して復元し、戦車を包み込んで、装甲の隙間から入り込み乗員たちを喰い殺す。ハオゲンは、ハインリッヒが運転するメッサーシュミットに飛び乗り、南極の危険性を警告する文章を手帳に記すと、金属筒に納めて基地上空に投下する。手帳には、仮面ごと戦闘機で山脈の怪物どもに特攻を仕掛けるつもりであると記されていた。

### 3章登場人物
- アルフレート・リッチャー（ドイツ語版）大尉● - ナチスの御用探検家。ノイシュヴァーベンラントを発見し、ショゴスを目覚めさせる。
- リヒャルト・フォン・ハオゼン陸軍少佐 - 主人公。非ナチスの軍人。39歳。
- クレンツ海軍中尉 - 海軍情報部の将校。41歳。生粋のドイツ軍人。
- フォン・ミュラー陸軍少佐 - 線の細い貴族青年。29歳。霊能者の家系。
- ハインリッヒ空軍少尉 - 陽気な大男。27歳。
- ヴィルヘルム・ブラスキSS上級大隊指揮官 - ハオゼンたちの監視役。娼婦5人を殺して拘留中の犯罪者。
- ハイニッケ - 監視役のゲシュタポ。
- ショゴス - アメーバ状の怪物。殺せない。何十体もいる。
- 海百合生物 - トゥーレの住人。知的好奇心の塊で、人間を見つけると徹底的に解体する。ミュラーの幻視に現れ「レンに近づくな」と警告する。

## 4章: 1989年4月20日
切り裂きジャックを題材としている。複数の人物の手記で構成され、視点が切り替わる。

### 4章あらすじ
1988年、英国で黄金の夜明け団が結成された。同年8月、ミナ・ベルクソンは、毎晩のようにリアルな夢を見るようになり、恋人のS・L・メイザースに相談を持ち掛ける。その夢は「5つの場所で、5人の女が、同一の男に殺される」というものであった。検視官ウェストコットは、遺体に刃物でサインが刻まれていることを確認する。魔術師でもあるメイザースは、星幽体を離脱させて、第3の殺人現場で犯人と遭遇する。殺人鬼はメイザースが非実体であることを見破り、あまつさえ傷を負わせ、撤退に追い込む。
切り裂きジャックの犯行は、ある人物を誕生させるための儀式殺人だった。

### 4章登場人物
- J - 「俺様」。外科用ナイフを用いる猟奇殺人鬼。ミナが幻視した犯人像は「チョビ髭の小柄なオーストリア人」「イニシャルはA・H」「見たこともない軍服をまとう」。メイザースが遭遇した犯人は、二人組で、片方は「アメリカ中西部のカウボーイ」。
- <N> - 長身で色の浅黒い男。殺人鬼の片割れであり、メイザースの魔術をたやすく見破る。
- サミュエル・リデル・メイザース● - 英国の魔術師。黄金の夜明け団創設メンバー。ビルが所有する物件に同居している。
- ウィリアム・ウィン・ウェストコット●（ビル） - スコットランドヤードの検視官。薔薇十字協会大管長、フリーメーソン幹部、黄金の夜明け団創設者。
- ミナ・ベルクソン（英語版）●（モイナ） - メイザースの恋人で、フランスの学者アンリ・ベルクソンの妹。霊媒体質。アイルランド系ユダヤ人。
- ヘンリカス・バニング博士 - 大英博物館のエジプト学者。40歳ほど。ロバート・ブロックのクトゥルフ神話作品『セベクの秘密』に登場する人物と同名。
- アンナ・シュプレンゲル● - ドイツの魔術師。黄金の夜明け団の秘密の首領であり、ウェストコットらに団の創設を許可した怪人物。

## 5章: 夜の子の宴
クトゥルフ神話にドラキュラ伝説を加えている。

### 5章あらすじ
1941年。ウクライナ侵攻作戦に合流すべく、ヴァイル少尉の部隊は同盟国ルーマニアのカルパチア山脈付近を行軍していたが、濃霧のために道を見失い、ルスカティンシェ村に迷い込む。村はずれにはラーピス（ローマ時代の遺跡）が
気を失っていた少尉が目を覚ましたとき、兵士3人が死んでいた。3人全員が、首筋に2つの穴が穿たれ、血の気を失い恐怖に顔を歪ませている。怒りに駆られて攻撃的になった少尉を、伍長が抑える。村の司祭は要望として「村はずれのラーピスに決して近づいたり、傷つけたりしないこと」「死んだ兵士たちを村独自のやり方で弔うこと」を述べる。曰く「遺体の胸に杭を打つ」のだと聞かされた少尉は、迷信にたぶらかされかけたと激高し、暴言と共に司祭をめった打ちにしたあげく射殺して、村人たちに「非協力的な輩は串刺しだ！」と言い放つ。少尉は食料と燃料を要求するも、村長はこの貧村では不可能と言い、村はずれの「Ｄ＊＊伯爵夫人」に頼るよう助言する。
美貌の伯爵夫人は少尉を歓迎し、続いて司祭は貴族殲滅を企てる社会主義者の一味であり、彼を殺してくれたことを感謝すると述べる。続いて「ラーピスの地下には社会主義者のアジトが隠されている。破壊して欲しい」「村人も全員アカであり、ドイツ軍の手で皆殺しにするべき」と言い出す。少尉は思考が鈍りつつも、第三帝国軍人の誇りを以て反対するが、ドラキュラ伯爵夫人は命じる。「我が夜の子らを解放せよ。ツァトゥグァを縛めるラーピスを破壊せよ。村人を殺せ、殺せ、殺せ！」
少尉が夢から目覚めたとき、伍長が「胸に杭を打ち込まれて」死んでいた。怒りに駆られた少尉は、兵たちに山砲でラーピスを破壊し、村を滅ぼすよう命じる。伯爵夫人に血を吸われたゲルマン兵たちは、狂戦士と化し、略奪と虐殺に酔いしれる。司祭を殺された復讐のために少尉を伯爵夫人のもとへとやった村長の目論見は裏目に出た。伯爵夫人は本来の老婆の姿を現し、ドイツ軍人たちを「夜の子ら」への餌にする。

### 5章登場人物
- ヒャルマー・ヴァイル陸軍少尉 - 主人公。十数名の隊を率いる。ナチズムと妖気に染まり、正気を失っている。
- ネイアー伍長 - 20代半ば。大学でローマ史とラテン語を学んだ。
- ドミトリ村長 - ルーマニア領ルスカティンシェ村の長。ドイツ語が片言で喋れる。
- アマーラ司祭 - ギリシア正教の司祭。ドイツ語が喋れる。
- Ｄ＊＊伯爵夫人カテリーナ - ポプラ館の主。頭巾つき外套をまとった、黒髪、白い美貌、赤い唇の女。
- Ｄ＊＊伯爵 - ルーマニア軍に加わり出征しており不在中。ワラキア大公ツェペシュの子孫であり、肖像画を、先祖に似せて15世紀のルーマニア貴族風に描かせた。
- ツァトゥグァ - 蝦蟇の姿をした邪神。「闇の民」を眷属とする。

## 6章: ギガントマキア1945
ナチス高官の南米脱出計画と、死んだとされる人物の生存説が加えられている。

### 6章あらすじ
ベルガー中尉は、ヒトラー総統の署名で、ある重要人物「“サーガ”（伝説）氏」の護送任務を命じられる。中尉は彼の正体を、総統の金庫番であり、ナチが押収した財宝をトランクに詰め込んでいるのだと予想する。
ウィーンからスペインのラコルーニャ港まで、一行は飛行機と船で移動する。道中、巨人の影が彼らを追跡してくるも、サーガ氏は魔術でそいつらを撒く。続いて、潜水艦に乗り換えてアルゼンチンを目指すよう命令を受けるも、巨人は海底でも追いかけてくる。報道でヒトラーが死に第三帝国が崩壊した事実を知らされても、サーガ氏は南米で第四帝国を創設するだけと豪語するのみ。巨人に襲われそうになると、サーガ氏は近くの海上にアルゼンチンの船がいることを指摘して「魚雷で撃沈しろ。海魔が船員たちを食っているうちに、我々は逃げるのだ」と外道な命令をくだす。
中尉は、サーガ氏のトランクの中身<ペリシテ人の炎宝>が、巨人から奪った「瞳」であることに気づく。サーガ氏は、炎宝の魔力で死から蘇り、さらにはヒトラーに成り代わろうとしていた。サーガ氏は、秘密を知りすぎたベルガーを消そうとし、さらに巨人の襲撃も加わり、事態は混沌化する。巨人は潜水艦を破壊して「SS軍服姿の怪物」を捕まえ、瞳を取り返すと、彼の名を暴き、人の身で驕りすぎたと断罪して喰い殺す。ベルガー中尉とインゲは海上に逃れ、漁船に救助される。ベルガーは生涯、己が目撃した光景を、海難の恐慌心理から生じた幻覚幻聴であると信じ続けた。

### 6章登場人物
- エーリヒ・ベルガー中尉 - 主人公。陸軍の情報部員。事件後はモサドに追跡される身となる。
- ジクムント・ローゲンハーゲン艦長 - 海軍少佐。Uボート「U1313号」の艦長。30歳。
- ヘル・“サーガ”（伝説） - 黒覆面の人物。火の魔術師であり、クトゥグアの使徒。
- フロイライン・インゲ・ヴェルサー - サーガ氏に付き添う看護婦。
- 海魔 - 単眼の巨人。水の魔物。ペリシテ人の神ダゴン。
- <ペリシテ人の炎宝>（ペリシテびとのほのお） - 脈動を発する真紅の宝玉。「妖蛆の秘密」に記されており、ルートヴィヒ・プリンの僧房跡に隠されていた。死者を蘇らせる効果がある。

## 7章: 怒りの日
7月20日事件を題材としている。末國善己の解説を引用すると「クラウスによる暗殺計画はほぼ史実を踏まえているが、これに著者は、悪魔祓い氏の血を引くクラウスと、ヒトラーを守護する謎のチベット人の導師テッパ＝ツェンポとの戦いという要素を加え、事件を白魔術VS黒魔術の構図で再構築している」とある。

### 7章あらすじ
北アフリカ戦線に赴いたエルヴィン・ロンメルは、古代遺跡からコプト教徒の碑文を発見する。碑文には「1944年に、野獣の帝国がユダヤの民を虐殺し、二柱の邪神に供物として捧げる」（要約）という予言と、邪神の姿が記されていた。一方でヒトラーは、導師テッパ＝ツェンポが説く「アーリア人＝チベット起源説」に傾倒する。
1944年。クラウス大佐は、円錐形の頭部をもつ巨影が人々を襲う悪夢を見る。夢の中に現れたロマ人の黒髪の女は、あいつが目覚めたら世界は滅んでしまうと言う。その後、クラウス大佐はロンメル閣下に極秘裏に呼び出され、総統を暗殺して国防軍がクーデターを起こす計画を知らされる。同志9人はいずれもユンカー出身のエリート軍人であった。ナチスの黒魔術を排除した新しい時代を作る決意を秘め、決行日は7月20日とされた。
またロンメルがクラウスに提供した資料には、ナチ高官が異界のものたちと関わりを持つ証拠が記録されていた。クラウスも自らの目で怪異の目撃者となる。敵もまたクラウスらを警戒しており、資料をすり替えたり、関係者に濡れ衣を着せてゲシュタポに逮捕させるなどの行動に出る。クラウスは「自分に悪魔祓いをやらせてください」と、暗殺の実行者に志願する。総統と、同席するツェンポ導師を殺すために時限爆弾が用意された。
7月20日の会議の出席者は、ヒトラー総統を含めた24人。クラウスは爆弾の入った鞄を持ち込み、鞄を置いて逃走する。入室してきた導師が爆弾を見抜いた正にそのとき、爆発が起こり、導師とマイ少佐、ほか将軍4人が爆死する。だがヒトラーは、一時的に聴覚が狂っただけで、全くの無傷であった。激怒したヒトラーは、死ななかったことで逆に運命を確信する。クラウス・フォン・シュタウフェンベルクは即日銃殺され、ロンメル元帥は後日自殺する。クラウスの悪魔祓いは失敗し、さらなる虐殺を呼んだにすぎなかった。ヒトラーは、暗殺計画に加担した者全員を処刑し、収容所の全ユダヤ人を処分するよう命令をくだす。

### 7章登場人物
- エルヴィン・ロンメル元帥● - ドイツの英雄。エジプトでコプト教徒の碑文を発見した。
- クラウス大佐● - 主人公。非ナチス軍人。隻眼。ユンカー（地主貴族）出身で、悪魔祓い師の血を引いており幻視の力がある。36歳。
- ヘルムート・マイSS少佐 - 若いSS将校。20代半ば。
- 導師テッパ＝ツェンポ - チベット人の導師。「アーリア人＝チベット起源説」を唱えてヒトラーに接近した。黄色い法衣をまとう。
- グシー - クラウスの妻。熱烈なナチ党員。
- リル・ホレンダー - クラウスの不倫相手。ベルリン工科大学の事務員。非ナチ。
- リルの隣人 - 60過ぎの老人。古くからのナチ党員。孫娘と二人暮らし。
- ヘルクォーツ - ベルリン工科大学のラテン語講師。非ナチ。ロンメルが碑文解読を依頼した人物。リルの知り合い。
- ロマ人の老婆 - クラウスが5歳のとき出会った占い師。クラウスに悪魔祓い師の素質があると説いた。

## 収録
- ハヤカワ文庫JA『邪神帝国』1999年
- 創土社『邪神帝国』2013年
- アトリエサード『邪神帝国 完全版』2019年
- 黒田藩プレス『Kthulhu Reich』Jim Rion訳

## 関連作品
魔道コンフィデンシャル
2015年作品。『ヨス＝トラゴンの仮面』の続編。
ベルリン警察怪異課
2021年から連載中。「邪神帝国2」という位置づけ。